# Passerelle Léopold Sédar Senghor
Passerelle Léopold Sédar Senghor (lub Passerelle Solférino) – most w Paryżu przeznaczony wyłącznie dla ruchu pieszego, łączący 1 i 7 okręg paryski.
Pierwszy most na tym miejscu powstał w 1861. Był to żeliwny most przeznaczony zarówno dla pieszych, jak i dla pojazdów, zbudowany przez inżynierów Gallochera de Lagalisserie oraz Savarina. Jego nazwa upamiętniała zwycięstwo spod Solferino w 1859. Liczne wypadki z udziałem barek poważnie nadwątliły konstrukcję, która w 1961, jako grożąca zawaleniem, została rozebrana i zastąpiona stalowym mostem zarezerwowanym dla pieszych. I ten most przestał spełniać wymogi bezpieczeństwa i został rozebrany w 1992.
Obecną 106-metrową przeprawę zbudowano w latach 1997-1999 pod kierunkiem Marca Mimrama. Żeliwna konstrukcja została pokryta egzotycznym drewnem sprowadzanym z Brazylii. Most jest łukowy, oparty na masywnych betonowych filarach. W 1999 architekt mostu otrzymał za niego nagrodę Prix de l'Équerre d'Argent czasopisma Le Moniteur.
Obecną nazwę przeprawa otrzymała 9 października 2006, w setną rocznicę urodzin Léopolda Sédara Senghora.